# Хохлов Дмитро Валерійович
Дмитро́ Вале́рійович Хохло́в (рос. Дми́трий Вале́рьевич Хохло́в, нар. 22 грудня 1975, Краснодар) — російський футболіст, що грав на позиції півзахисника. По завершенні ігрової кар'єри — футбольний тренер. З 28 травня 2021 року — головний тренер волгоградського «Ротора».
Виступав, зокрема, за клуб «Динамо» (Москва), а також національну збірну Росії.
Володар Суперкубка Нідерландів. Чемпіон Нідерландів. Чемпіон Росії. Володар Суперкубка Росії.

## Клубна кар'єра
Народився 22 грудня 1975 року в Краснодарі. Вихованець футбольної школи місцевої «Кубані».
У дорослому футболі дебютував 1993 року виступами за команду клубу ЦСКА (Москва), в якій провів чотири сезони, взявши участь у 62 матчах чемпіонату.
1997 року приєднався до московського «Торпедо», в якому відіграв один сезон; після чого перебрався до Нідерландів, де протягом двох з половиною сезонів захищав кольори місцевого «ПСВ Ейндговен». З цим клубом виборов титул володаря Суперкубка Нідерландів, ставав чемпіоном Нідерландів.
З 2000 по 2003 рік грав у Іспанії за «Реал Сосьєдад», після чого повернувся до Росії, уклавши контракт з московським «Локомотивом», з яким 2004 року став чемпіоном Росії, а наступного року володарем Суперкубка Росії.
2006 року перейшов до «Динамо» (Москва), за який відіграв 5 сезонів. Більшість часу, проведеного у складі московського «Динамо», досвідчений півзахисник був основним гравцем команди. Завершив професійну кар'єру футболіста виступами за команду «Динамо» (Москва) у 2010 році.

## Виступи за збірну
1996 року дебютував в офіційних матчах у складі національної збірної Росії. Протягом кар'єри у національній команді, яка тривала 10 років, провів у формі головної команди країни 54 матчі, забивши 6 голів.
У складі збірної був учасником чемпіонату Європи 1996 року в Англії, а також чемпіонату світу 2002 року в Японії і Південній Кореї.
У жовтні 1999 року наявність Дмитра Хохлова у складі російської збірної дозволила одному з провідних спортивних видань Росії, газеті «Советский Спорт», напередодні вирішального матчу групового кваліфікаційного етапу відбору до Євро-2000 між збірними Росії та України вийти з провокаційною передовицею «Бий, Хохлов! Спасай Росію!». Російською мовою ця фраза за звучанням тотожна заклику «Бий хохлів, спасай Росію», що у свою чергу є алюзією на відомий білогвардійський лозунг «Бий жидів, спасай Росію» з використанням зневажливого прізвиська українців (хохли). На цей матч Хохлов вийшов у стартовому складі і навіть неодноразово пробивав по воротах збірної України, втім це не врятувало збірну Росії — гра закінчилася нічиєю, через яку росіяни припинили боротьбу за вихід до фінальної частини континентальної першості.

## Кар'єра тренера
Розпочав тренерську кар'єру невдовзі по завершенні кар'єри гравця, 2011 року, увійшовши до тренерського штабу клубу «Динамо» (Москва).
2012 року деякий час виконував обов'язки головного тренера московських «динамівців» після відставки Сергія Сілкіна. У 2015-2017 роках очоював молодіжну команду, а у 2017-2019 роках — головну команду «Динамо» (Москва).
З 28 травня 2021 року — головний тренер волгоградського «Ротора».

## Титули і досягнення
- Володар Суперкубка Нідерландів (1):

ПСВ: 1998
- Чемпіон Нідерландів (1):

ПСВ: 1999–00
- Чемпіон Росії (1):

«Локомотив» (Москва): 2004
- Володар Суперкубка Росії (1):

«Локомотив» (Москва): 2005